# Ed Davey
Sir Edward Jonathan Davey, známý jako Ed Davey (* 25. prosince 1965 Mansfield), je britský politik a ekonom. Od roku 2020 je lídrem strany Liberálních demokratů.
Vystudoval ekonomii a filozofii na Jesus College Oxfordské univerzity, po postgraduálním studiu na Londýnské univerzitě získal titul Master of Science. Od roku 1993 pracoval pro poradenskou filmu Omega Partners. V roce 1995 získal medaili dobročinné organizace Royal Humane Society za záchranu ženy, která na nádraží Clapham Junction v Londýně spadla do kolejiště.
Byl hospodářským analytikem Liberálních demokratů a podílel se na dokumentu The Orange Book. V roce 1997 byl zvolen poslancem Dolní sněmovny za londýnský obvod Kingston a Surbiton. Působil jako whip poslaneckého klubu, byl stínovým ministrem financí a průmyslu a poradcem Menziese Campbella. 
V koaliční vládě Davida Camerona byl v letech 2012 až 2015 ministrem pro energetiku a klimatickou změnu. Prosazoval využívání jaderné energie, za jeho působení v úřadě bylo schváleno vybudování nových reaktorů elektrárny Hinkley Point. Otevřel také komplex větrných elektráren Walney Wind Farm. Ministrem byl do roku 2015, kdy také ztratil parlamentní křeslo ve prospěch konzervativce Jamese Berryho, avšak v následujících volbách v roce 2017 je získal zpět. 
V roce 2019 se stal zástupcem Jo Swinsonové a v roce 2020 byl zvolen do čela strany. Vedl Liberální demokraty do voleb v roce 2024 s programem nazvaným For a Fair Deal. Jeho předvolební kampaň zaujala extrémně kontaktním stylem, vyzkoušel si při ní i paddleboarding a bungee jumping. Liberální demokraté dosáhli v roce 2024 historického úspěchu, když získali 72 poslaneckých křesel.
Je členem Královské společnosti umění, řemesel a obchodu. Od roku 2012 zasedá v Soukromé radě Spojeného království. V roce 2016 byl „za politickou a veřejnou službu“ povýšen do šlechtického stavu.
Hlásí se k liberalismu a prosazuje omezení státních zásahů do ekonomiky. Vystupoval proti brexitu a před volbami v roce 2024 vyhlásil návrat do Evropské unie jako jeden z hlavních cílů své strany. Podporuje LGBT práva ve Spojeném království. V roce 2023 vystoupil s požadavkem, aby bylo ruské firmě Gazprom zabráněno v těžbě zemního plynu v Severním moři.
Je ženatý a má dvě děti. Syn John trpí nervovou chorobou a vyžaduje nepřetržitou péči.